# Петров, Алексей Миронович
Алексей Миронович Петров (8 (21 марта) 1902, Ромодан — 15 марта 1993) — генерал-майор инженерных войск ВС СССР.

## Биография
В рядах РККА с 1920 года. Участник Гражданской войны в Сибири и на Кавказе, а также советско-польской войны, член ВКП(б) с 1920 года. Участник разоружения Чечни и Дагестана в 1925—1926 годах. Учился в военно-инженерной школе командиров в Москве в 1920—1924 годы, командир роты с 1925 года. Окончил Новочеркасский политехнический институт в 1929 году (инженер-геодезист), окончил Военно-инженерную академию в 1934 году (преподаватель с 1938 года). Начальник отдела в Генеральном штабе РККА.
В годы войны нёс службу в инженерных войсках, командир 75-го геодезического отряда военно-топографической службы фронтового подчинения при Воронежском фронте с сентября 1942 года. Воевал также на 1-м Украинском фронте. Участник освобождения Украины и Польши, а также взятия Берлина. В 1945 году назначен начальником отдела обеспечения боевых действий войск НИИ Военно-топографической службы Красной Армии, в 1948 году возглавил 5-й отдел того же института. В 1950 году окончил Военную академию Генерального штаба ВС СССР имени Ворошилова.
16 декабря 1950 года в звании полковника направлен в Войско Польское и назначен начальником топографической службы. Генерал-майор (июнь 1954). Вернулся в СССР в ноябре 1956 года, в отставку вышел 10 апреля 1957 года.

## Награды
СССР
- Орден Ленина (1945)[2]
- Орден Красного Знамени (дважды)[2]
- Орден Красной Звезды[2]
- Орден Отечественной войны I степени (трижды)[2]
- Медаль «За боевые заслуги»[2]
- Медаль «За освобождение Варшавы»[2]
- Медаль «За взятие Берлина»[2]
- Медаль «За победу над Германией»[2]
- Наградной пистолет Mauser[2]

Польша
- Золотой крест Заслуги (1954)
- Офицерский крест ордена Возрождения Польши (1956)
- Бронзовая медаль «Вооружённые силы на службе Родине» (1956)